# ユーチューバーに娘はやらん!
『ユーチューバーに娘はやらん!』（ユーチューバーにむすめはやらん）は、2022年1月17日から3月28日までテレビ東京系列の「ドラマプレミア23」枠で放送されたテレビドラマ。主演はテレビ東京系のドラマ初主演となる佐々木希。
まもなく33歳を迎える主人公の女性の前に現れた、ハイスペックで安心感のあるテレビ局員と明日をも知れぬ人生冒険の人気ユーチューバーという、対照的な2人の男性の間で揺れる恋を描くラブコメディー。

## あらすじ
人生で最大の晴れ舞台と信じる結婚式で、花嫁となるはずだった平千紗は最大の悲劇を迎える。誓いの儀式を直前に、夫となるはずだった佐伯竜二が式場に乱入した男と一緒に逃げてしまう。
それでもくじけず一人で披露宴をこなした彼女の目の前に、2人の男性が突如と現れた。テレビ東洋の局員で高収入と安定志向が魅力の榎本信と、自分の「好き」にこだわるチャンネル登録者100万人超の人気ユーチューバーTAKTAK。そんな2人との間で揺れながら、個性的な家族や隣人に見守られて彼女は本当の幸せを見つけていく。

## キャスト

### 主要人物
平千紗（たいら ちさ）〈32〉
演 - 佐々木希
主人公。GiLaWoMo（ジラウーモ）の営業部勤務。明るく男勝りな性格。
榎本信（えのもと しん）〈40〉
演 - 金子ノブアキ
テレビ東洋の局員。高収入。ケチで細かいがよく気が利く。
TAKTAK（タックタック）〈27〉
演 - 戸塚純貴
登録者数100万人超えの人気ユーチューバー。
平総一郎（たいら そういちろう）〈58〉
演 - 遠藤憲一
千紗の父。頑固で昔気質。娘たちについ干渉してしまう。
平風花（たいら ふうか）〈28〉
演 - 若月佑美
千紗の妹でシングルマザー。姉思いで、元ヤンで気が強い。漢字熟語をよく間違える。
平美恵子〈56〉
演 - 斉藤由貴
千紗の母親で専業主婦。毒舌で娘たちに対しては放任主義。
佐藤光輝〈32〉
演 - 栗山英宜
千紗の幼馴染み。平家とは家族ぐるみの付き合い。

### GiLaWoMo（ジラウーモ）
千紗の勤務する下着の企画製作をする会社。 
鈴川弘美〈43〉
演 - 陽月華
千紗の上司。営業部部長。
小松あかり〈30〉
演 - 三戸なつめ
千紗の同僚。近く結婚予定→結婚。部内の空気を柔らかくする存在。
二階堂哉太〈26〉
演 - 永田崇人
千紗の同僚。人柄は良いが仕事の成果は今イチ。
和久井凛〈23〉
演 - 石川萌香
千紗の同僚。Z世代 の今ドキ女子で流行に敏感。
広重豊〈50〉
演 - 清水伸
千紗の上司。本部長。

### 榎本の関係者
小林雄太〈26〉
演 - 三浦獠太
テレビ局の後輩AD。

### TAKTAKの関係者
関根健（ケンケン）〈27〉
演 - 田中穂先
TAKTAKを支える撮影担当。
村木美香（ミカジャン）〈27〉
演 - 上原実矩
編集担当。コミュニケーション能力は高くない。

### その他
平大吾〈7〉
演 - 白石絃馬
風花の息子。TAKTAKの大ファン。

### ゲスト

#### 第1話
佐伯竜二
演 - 細田善彦（第2話）
千紗の婚約者。テレビ東洋の局員。
千紗を置き去りにし、式場に乱入した男と逃げ出す。
式場に乱入する男
演 - 猪征大（第2話）
竜二を奪い、逃げ出す。
式場のスタッフの女性
演 - 猫背椿（最終話）
式場の司会者
演 - 赤ペン瀧川
式場の神父
演 - David Ridges
五木昭一
演 - 内藤トモヤ
竜二の上司。テレビ東洋の専務取締役。

#### 第2話
榎本の部下
演 - 武初、小森亮宙
ショップの店長
演 - 菊原結里
千紗の企画した「ご褒美ブラ」が全く売れないので棚から撤去する。

#### 第3話
松山
演 - 長友郁真
クラス会参加者。千紗の元彼。リョウちゃん。
塩尻
演 -  小俣一生
インドネシアで橋梁建設の仕事中と3年A組のグループ電話で連絡してくる。
画像合成がヘタだったため嘘がばれてしまう。
佐竹治
演 - 龍輝
クラス会参加者。元･陰キャ。宇宙ビジネスの会社社長になっており、自信に満ちている。
あすか
演 - 葉丸あすか
クラス会参加者。独身組。
クラスメイトたち
演 - 麻絵、水村美咲、大原みづほ、曽田茉莉江、堤千穂
ひばり中央高校3年A組の千紗のクラスメイト。
占い師
演 - Dilara Tina
千紗を占い、「水色のカードが未来を左右する」と告げる。

#### 第4話
野口洋之〈45〉
演 - 平原テツ
藤松屋販売部部長。
佐川徹〈50〉
演 -  尾崎右宗
藤松屋専務。
藤松屋社長
演 - 花岡夢実絵
壁に掛けられ、動く肖像画の社長。
レストランのスタッフ
演 -  榊原徹士
チケットでシャンパンを無料にしてくれと榎本に頼み込まれる。
朝倉葉月
演 -  吉村優花
テレビ東洋の番組「Re:LIVE」に出演するアマチュアランナー。
アナウンサー
演 -   野沢春日（テレビ東京アナウンサー）
「Re:LIVE」のアナウンサー。
タックタックと遊ぶ男の子
演 -  鈴木かつき

#### 第5話
榎本優子
演 - 鷲尾真知子
榎本の母。
彦摩呂
演 - 本人
ダンディ坂野
演 - 本人

#### 第6話
神崎麗香
演 - 佐河ゆい
テレビ東洋のアナウンサー。千紗の目前で榎本にチョコを手渡す。
森本果乃
演 - 板垣樹
大吾の彼女。

#### 第7話
上条修
演 - 竹財輝之助（最終話）

#### 第8話
榎本の上司
演 - 川守田政人
榎本に入社1、2年目の部下に残業させるなと指示。
鈴川の夫
演 - 小平伸一郎
家族との交流を深める「アフタヌーンティーパーティー」 に参加。
鈴川とは全く会話がない。
小松の夫
演 - 重岡漠
パーティーに参加。小松とはずっとLINEでケンカ。
時計オタク。珍しい時計をしている鈴川の夫に話しかける。

#### 第9話
ひろあめ〈45〉
演 - 磯崎義知
3ちゃんねる創設者。「にかにか動画」元取締役。
宇保フミ子〈74〉
演 - 鈴木奈津子
ウボホテル株式会社代表取締役。

#### 最終話
榎本に声をかける女性
演 - 吉田志織
明日もまた会えたりしますかと榎本に言う。

## スタッフ
- 原作・企画 - 秋元康
- 脚本 - 舘そらみ、川﨑いづみ、いとう菜のは、本田隆朗
- 監督 - 西浦正記、関野宗紀
- 音楽 - 鈴木ヤスヨシ
- 主題歌 -  Da-iCE「SWITCH」[7]（avex trax）
- エンディングテーマ - Myuk「アイセタ」[8]（ソニー・ミュージックアソシエイテッドレコーズ）
- チーフプロデューサー - 阿部真士（テレビ東京）
- プロデューサー - 田辺勇人（テレビ東京）、滝山直史（テレビ東京）、村田充範（テレビ東京）、高田良平（リオネス）、鎌倉希（リオネス）
- 制作 - テレビ東京、リオネス
- 製作著作 - 「ユーチューバーに娘はやらん!」製作委員会

## 放送日程
| 話数   | 放送日  | サブタイトル           | EPG欄                            | ラテ欄                                          | 脚本         | 監督     |
| ------ | ------- | ---------------------- | -------------------------------- | ----------------------------------------------- | ------------ | -------- |
| 第1話  | 1月17日 | ソロ結婚式開幕!?       | 前代未聞!? ソロ結婚式            | 父号泣 晴れ舞台が地獄絵図… 衝撃のソロ披露宴!?   | 舘そらみ     | 西浦正記 |
| 第2話  | 1月24日 | 史上最低の再会!?       | 奇妙な三角関係スタート!?         | 夢か幻? 出会ってゴメン… 3人の男と最低の再会!?   | 川崎いづみ   | 西浦正記 |
| 第3話  | 1月31日 | 恋に迷って㊙肉まん!?   | 新しい“恋”始まる!?               | 父激怒!? 公開処刑のクラス会& 肉まん絶品㊙裏ワザ | いとう菜のは | 関野宗紀 |
| 第4話  | 2月07日 | 牛丼男VSフォアグラ男!? | 絶体絶命!?恋も仕事も大トラブル!  | 牛丼男VSフォアグラ男!? 朝まで徹底討論…父激怒!?  | 本田隆朗     | 関野宗紀 |
| 第5話  | 2月21日 | 24時間嘘つきレース!    | 僕の婚約者になって下さい!        | クセ強い史上最恐の母VS婚約者 24時間嘘つきレース | 舘そらみ     | 西浦正記 |
| 第6話  | 2月28日 | お菓子の家でキス!      | お菓子の家で“キス”!?             | お菓子の家でキス! 勝者は誰? 全日本㊙告白選手権  | いとう菜のは | 西浦正記 |
| 第7話  | 3月07日 | 第3のイケメン男登場    | 第3のオトコ現る!                 | 第3の男登場! 恋の探偵物語!? 愛する乙女を守れ!   | 川崎いづみ   | 松田祐輔 |
| 第8話  | 3月14日 | "恋愛逃亡者"の告白!    | 告白!?最後に選ぶ相手とは?        | 号泣ハグ “恋愛逃亡者”が選ぶ結婚相手はどっち?    | 舘そらみ     | 関野宗紀 |
| 第9話  | 3月21日 | 地獄のプレゼン大会!    | 父親VSテレビマンVSユーチューバー | 虎の心を摑め! ㊙ドキュメント 地獄のプレゼン大会 | 川崎いづみ   | 西浦正記 |
| 最終話 | 3月28日 | 父死す!? 結婚相手は誰? | 運命の結婚相手は誰だ?            | 父死す!? 運命の“告白”に涙… ラスト6分間の奇跡    | 舘そらみ     | 西浦正記 |

- 2022年1月24日、主演の佐々木が新型コロナウイルスに感染したことが発表された[12]。同日、ドラマの番組関係者11人が新型コロナに感染し、1月23日以降ドラマの撮影が中止されていることが明らかになった[13]。その影響で2月14日の放送は未公開映像を含む特別編となり、第5話の放送は2月21日に延期された。

## 放送局
| 放送期間                | 放送時間           | 放送局         | 対象地域       | 備考     |
| ----------------------- | ------------------ | -------------- | -------------- | -------- |
| 2022年1月17日 - 3月28日 | 月曜 23:06 - 23:55 | テレビ東京     | 関東広域圏     | 製作局   |
|                         |                    | テレビ愛知     | 愛知県         |          |
|                         |                    | テレビせとうち | 岡山県・香川県 |          |
|                         |                    | テレビ北海道   | 北海道         |          |
|                         |                    | TVQ九州放送    | 福岡県         |          |
|                         |                    | テレビ大阪     | 大阪府         |          |
|                         |                    | びわ湖放送     | 滋賀県         | [ 注 1 ] |
|                         |                    | 奈良テレビ     | 奈良県         |          |
|                         |                    | テレビ和歌山   | 和歌山県       |          |
|                         |                    | 岐阜放送       | 岐阜県         |          |

## スピンオフドラマ
『チャンネル登録お願いします!』（チャンネルとうろくおねがいします）のタイトルで、2022年2月21日の本編第5話放送直後よりParaviにて配信（全8話）。本編の3年前を舞台に、TAKTAKが無名のユーチューバーから成り上がっていく姿を描く。

### キャスト（スピンオフドラマ）
- TAKTAK（大内琢磨） - 戸塚純貴
- ハラちゃん（原茉莉子） - 藤井夏恋
- ケンケン - 田中穂先
- ミカジャン - 上原実矩
- 平千紗 - 佐々木希

### ゲスト（スピンオフドラマ）
- ゆきりぬ（第2話）

### スタッフ（スピンオフドラマ）
- 脚本 - 本田隆朗、ニシオカ・ト・ニール
- 監督 - 関野宗紀、松田祐輔